# Stibadium murisca
Stibadium murisca är en fjärilsart som beskrevs av William Schaus 1921. Stibadium murisca ingår i släktet Stibadium och familjen nattflyn. Inga underarter finns listade i Catalogue of Life.